# Šen (staroegyptský symbol)

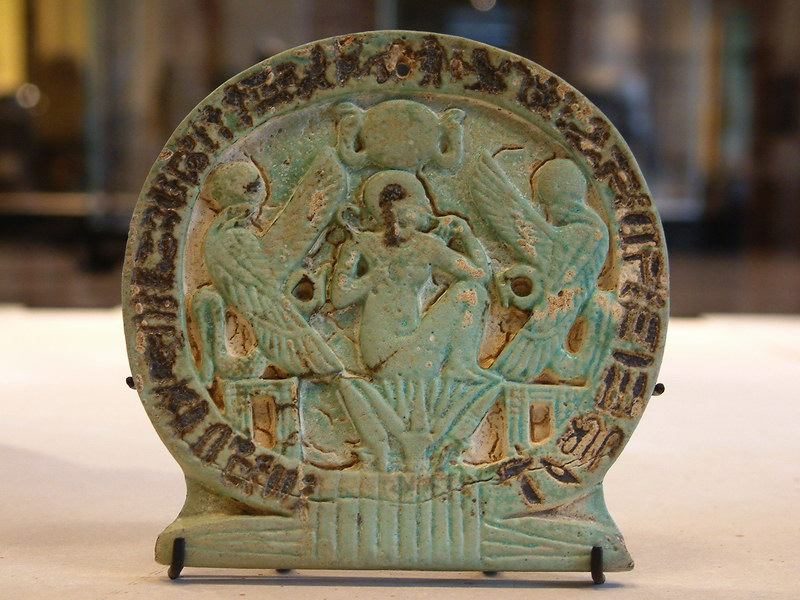
Znak šen s vyobrazením slunečního boha v podobě dítěte rodícího se z lotosu

Šen je staroegyptský symbol a současně hieroglyfická značka v podobě kruhové smyčky ve spodní části zakončené uzlem s významem „nekonečnost“ a „věčnost“. V pozdější době může být v přeneseném významu na některých vyobrazeních nebo jako amulet chápán zástupně jako odkaz na slunečního boha Rea.